# Havneholmen
 For alternative betydninger, se Havneholmen (Aarhus). (Se også artikler, som begynder med Havneholmen (Aarhus))
Havneholmen er en ø i Københavns Sydhavn, der huser en række nyere bolig- og erhvervsbyggerier. Øen ligger ud for indkøbscentret Fisketorvet, og er via Cykelslangen forbundet med Kalvebod Brygge og via Bryggebroen med Islands Brygge.
Biler har adgang til øen via en kort vejbro fra Vasbygade.
Helhedsplanen for Havneholmen er udført af den svenske tegnestue Gert Wingårdh. Karakteristisk for hele projektet på Havneholmen er bygningernes skrå tagflader og vinkelrette placering på havneløbet.
På Havneholmen, som ligger tæt ved Gasværkshavnen og Tømmergraven, blev der før i tiden blev losset kul og tømmer til København. Dengang hed området Kalvebod Pladsvej. Bygge- og Teknikudvalget i Københavns Kommune besluttede i 2003, at den ny benævnelse for Kalvebod Pladsvej skulle være Havneholmen. Som konsekvens heraf udgik vejnavnet Kalvebod Pladsvej. Nu danner Havneholmen – som en del af Københavns Havn – rammen om den årligt tilbagevendende begivenhed Kulturhavn.
På øens nordøstlige spids (i retning af Langebro) står Aller Medias domicil.
Det karakteristiske, hvide byggeri ud mod havnefronten, Havneholmen 48-86, er tegnet af arkitektfirmaet Lundgaard & Tranberg og opført af Sjælsø Gruppen i perioden 2006-2009.
Byggeriet har vundet flere priser og opnået en international nominering:
- Bygherreprisen (2009)
- Hovedstadens Forskønnelsespris (2009)
- The European Property Award (2009)
- Nominering til MIPIM Awards (2010)
- "Københavns Kommunes gode og smukke bygninger"-prisen (2010)
- RIBA Awards (2011)